# 红色拿破仑
红色拿破仑是一些共产党军队将领曾获得的绰号。1920年代，白俄移民群体中曾有过一个猜测，即苏联某一高层将领可能会发动政变，推翻政府。接着，一些观察者开始担忧，在政变过后，这个红色拿破仑会对欧洲发动入侵，西方媒体因此进一步将这一叫法传播开来。在后来的几十年里，有些能力格外出众的共产党军队将领（如图米哈伊爾·圖哈切夫斯基、武元甲等）还是会被冠以红色拿破仑之称。